# HCP Z2
HCP Z2 – wagony pasażerskie produkowane w latach 1988-1996 przez H. Cegielski w Poznaniu dostosowane do wymagań UIC-Z2. Zbudowano 8 typów wagonów tego standardu w łącznej liczbie 118 egzemplarzy. Jedynym ich użytkownikiem jest PKP Intercity.

## Historia

### Pierwsze wagony UIC-Z2 produkowane w Polsce

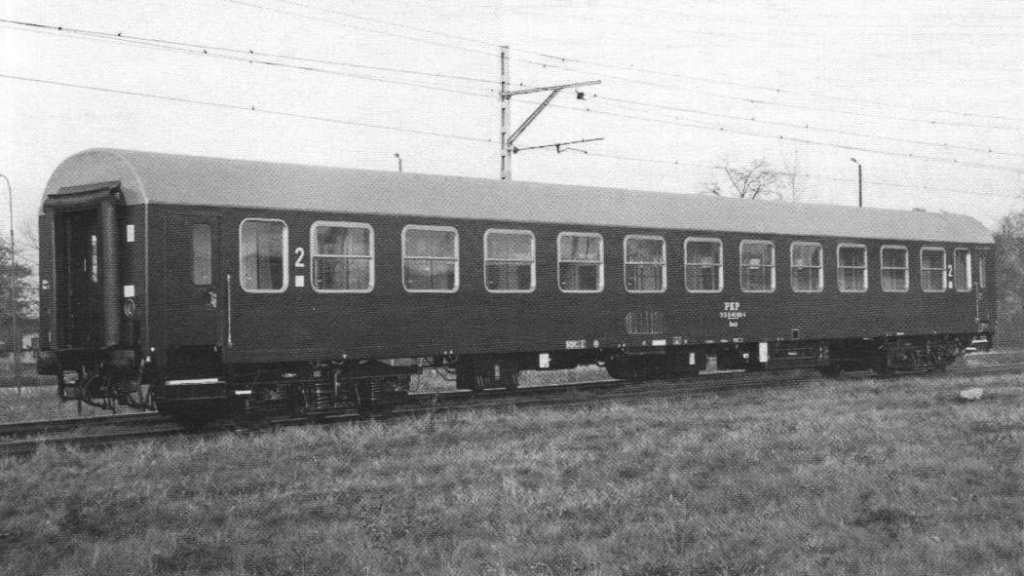
Pierwszy polski wagon standardu Z2 – 127A z 1980

Pod koniec lat 70. XX w. opracowano dokumentacje pierwszych w Polsce wagonów „o podwyższonym komforcie” (127A i 127Aa) spełniających normę UIC-Z2. Pierwsze dwa egzemplarze zbudował Pafawag w 1980 na podstawie dokumentacji Ośrodka Badawczo-Rozwojowego Pojazdów Szynowych. Były to wówczas pierwsze wagony standardu Z2 wyprodukowane w krajach demokracji ludowej. PKP pomimo wcześniejszych deklaracji nie podjęły decyzji co do dalszych prac nad wagonami standardu Z.

### Pierwsze wagony UIC-Z2 produkowane w HCP
Dopiero pod koniec lat 80. ze względu na zakaz kursowania wagonów standardu Y po liniach zachodnioeuropejskich PKP zdecydowało się na wznowienie prac nad wagonami standardu Z2, tym razem w zakładach Cegielskiego w Poznaniu. Projekt wagonów standardu Z2 dla HCP opracował IPS „Tabor” na podstawie doświadczeń konstrukcyjnych i eksploatacyjnych wagonów 127A.
30 grudnia 1988 zakłady Cegielskiego opuściły dwa pierwsze prototypowe wagony standardu Z2 – 134Aa. Bazując na doświadczeniach z produkcji wagonów 134Aa w 1991 w HCP powstało 6 kolejnych prototypowych wagonów: 2 kuszetki 134Ab, 2 dwójki 136A i 2 jedynki 139A.
W listopadzie 1992 roku HCP rozpoczął seryjne dostawy wagonów Z2 od 9 kuszetek 134Ab, a w grudniu tego samego roku HCP dostarczył ostatnią kuszetkę 134Ab i 6 dwójek 136A. Dostawy jedynek 136A kontynuowano przez cały rok 1993, w którym dostarczono ich łącznie 36 sztuk. W kwietniu 1993 rozpoczęto dostawy seryjnych jedynek 139A, dostawy zakończono w czerwcu tego samego roku, dostarczając łącznie 15 wagonów 139A. Na początku 1994 roku dostarczono jeszcze 2 ostatnie dwójki 136A.

### Druga generacja wagonów UIC-Z2 z HCP

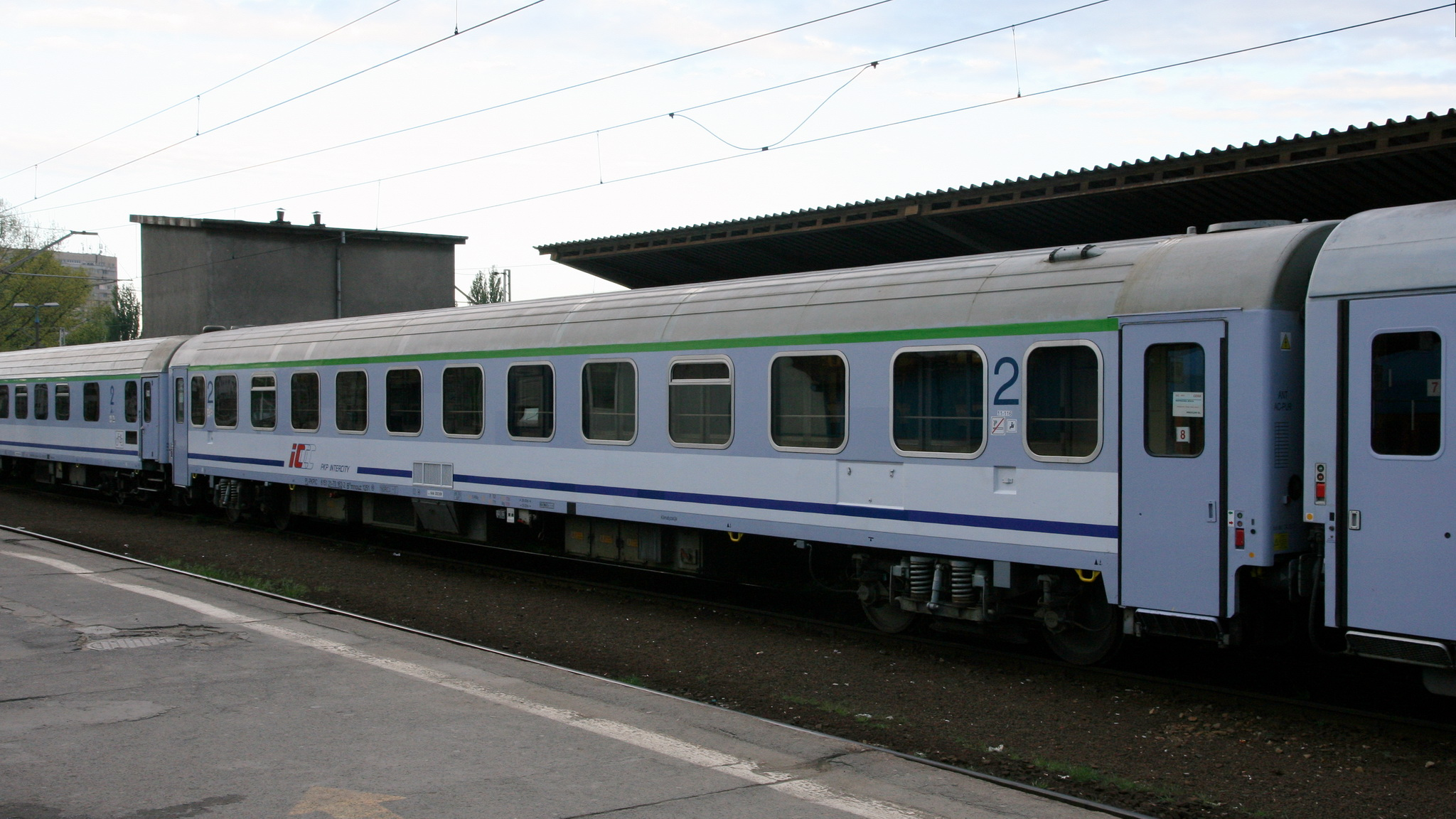
Wagon 144A

W 1994 roku w zakładach Cegielskiego powstała seria 8 jedynek 145A. Były to pierwsze klimatyzowane wagony w Polsce, jak również pierwsze klimatyzowane wagony wyprodukowane w Polsce. W maju i czerwcu przekazano PKP po 4 sztuki tych wagonów. W 1994 roku powstały również pierwsze w Polsce klimatyzowane dwójki – wagony 144A. Pomiędzy czerwcem 1994 a marcem 1995 dostarczono PKP 23 takie wagony. W marcu 1995 PKP otrzymało jeszcze 2 wagony 144Aa, które od 144A odróżniało zastąpienie dwóch przedziałów 6-osobowych przez przedział dla 2 osób na wózkach oraz 3 osób im towarzyszących. W wagonach 144Aa powiększono również jedno WC, aby mogły z niego korzystać osoby na wózkach. W 1996 roku HCP dostarczyło PKP jeszcze 10 jedynek 145Ab, od wagonów 145A odróżniało je zastąpienie 3 przedziałów 6-osobowych przedziałami 4-osobowymi klasy biznes.

### Prezentacje na targach i udział w filmach

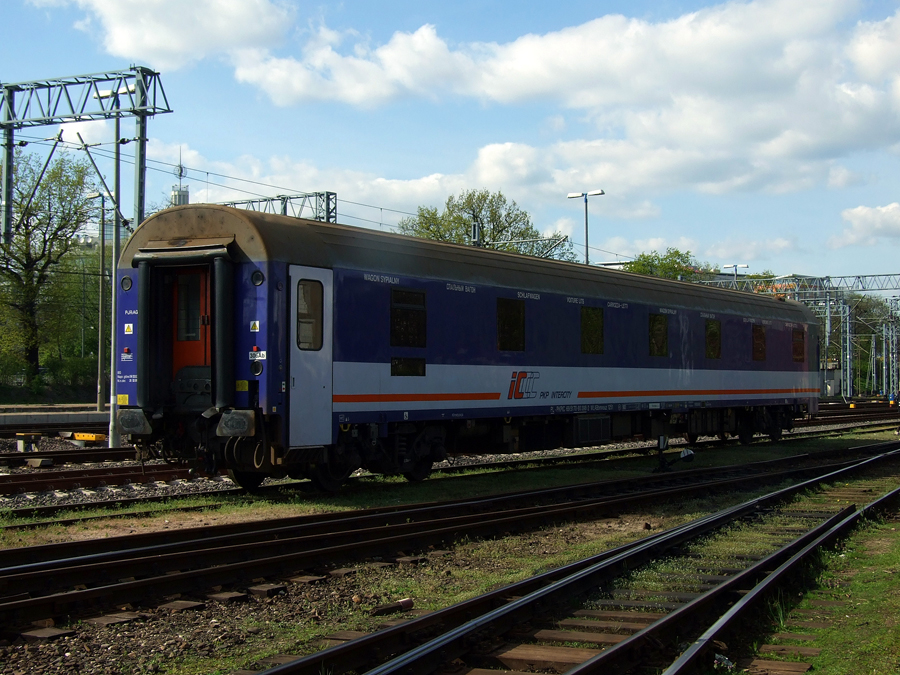
Wagon 306Ab zaprezentowany w 2003 roku na targach Trako

W 1994 roku na Międzynarodowych Targach Poznańskich zaprezentowano wagon 145A, a w 1996 roku wagon 145Ab.
Jeden z wagonów 134Aa został wykorzystany w jednym odcinku serialu Ekstradycja.
W 2003 roku na targach Trako w Gdańsku i w 2004 roku na targach InnoTrans w Berlinie zaprezentowano wagon 306Ab (modernizacja Pesy wagonu 136A), a w 2011 roku na Trako zaprezentowano wagon 134Ac (modernizacja Newagu wagonu 134Aa). Natomiast podczas Trako 2017 PKP Intercity zaprezentowało zmodernizowany przez FPS wagon 144A.

### Zakończenie produkcji wagonów UIC-Z2
Ze względu na przychylne przyjęcie przez PKP wagonów 145Ab posiadających przedziały klasy biznes, postanowiono zamówić 2 kolejne wagony z przedziałami tej klasy. Wagony te (145Ac) jednakże znacząco różniły się od wagonów 145Ab – przede wszystkim zostały one wykonane według standardu Z1. Podstawową różnicą pomiędzy standardem Z2 i Z1 jest to, że wagony standardu Z1 są dostosowane do prędkości 200 km/h.

## Konstrukcja
| typ   | rodzaj       | lata budowy | wózki | drzwi               | ogrzewanie   | układ WC  | masa   | liczba przedziałów | liczba przedziałów | liczba przedziałów | liczba przedziałów | liczba miejsc | liczba miejsc | liczba miejsc | liczba miejsc | liczba sztuk |       |
| typ   | rodzaj       | lata budowy | wózki | drzwi               | ogrzewanie   | układ WC  | masa   | 2 kl.              | 1 kl.              | biznes             |                    | 2 kl.         | 1 kl.         | biznes        |               | liczba sztuk |       |
| ----- | ------------ | ----------- | ----- | ------------------- | ------------ | --------- | ------ | ------------------ | ------------------ | ------------------ | ------------------ | ------------- | ------------- | ------------- | ------------- | ------------ | ----- |
| 134Aa | kuszetka     | 1988        | 4ANc  | obrotowo-składane   | nawiewne     | otwarty   | 41,5 t | 10                 | –                  | –                  | –                  | 60/80         | –             | –             | –             | 2            | [ 1 ] |
| 134Ab | kuszetka     | 1991-1992   | MD523 | odskokowo-przesuwne | nawiewne     | otwarty   | 41 t   | 10                 | –                  | –                  | –                  | 60            | –             | –             | –             | 12           | [ 2 ] |
| 136A  | przedziałowy | 1991-1994   | MD523 | odskokowo-przesuwne | nawiewne     | otwarty   | 39 t   | 11                 | –                  | –                  | –                  | 66            | –             | –             | –             | 44           | [ 3 ] |
| 139A  | przedziałowy | 1991-1993   | MD523 | odskokowo-przesuwne | nawiewne     | otwarty   | 38 t   | –                  | 9                  | –                  | –                  | –             | 54            | –             | –             | 17           | [ 4 ] |
| 144A  | przedziałowy | 1994-1995   | MD523 | odskokowo-przesuwne | klimatyzacja | otwarty   | 45,4 t | 11                 | –                  | –                  | –                  | 66            | –             | –             | –             | 23           | [ 5 ] |
| 144Aa | przedziałowy | 1995        | MD523 | odskokowo-przesuwne | klimatyzacja | otwarty   | 45,4 t | 10                 | –                  | –                  | 1                  | 57            | –             | –             | 2             | 2            | [ 5 ] |
| 145A  | przedziałowy | 1994        | MD523 | odskokowo-przesuwne | klimatyzacja | otwarty   | 45,3 t | –                  | 9                  | –                  | –                  | –             | 54            | –             | –             | 8            | [ 6 ] |
| 145Ab | przedziałowy | 1996        | MD523 | odskokowo-przesuwne | klimatyzacja | zamknięty | 47 t   | –                  | 6                  | 3                  | –                  | –             | 36            | 12            | –             | 10           | [ 7 ] |

### Pudło
Pudła wagonów Z2 produkowanych przez HCP stanowią konstrukcję całkowicie spawaną, w której połączone ze sobą ostoja oraz zespoły nadwozia dały jednolitą konstrukcję samonośną.
Początkowo w wagonach Z2 montowano dwuczęściowe okna w ramach aluminiowych, z górną częścią opuszczaną. Jedynie w toaletach montowano okna uchylne, a w przedsionkach stałe. Począwszy od wagonów 144A (pierwszych z klimatyzacją) zaprzestano montować okien dwuczęściowych na rzecz okien z górną małą częścią uchylną. Od strony przedziałów wszystkie okna były typu uchylnego, od strony korytarza większość okien była stała, a pozostałe uchylne.

### Wózki
Podczas opracowywania dokumentacji konstrukcyjnej wagonów 134Aa planowano użycie w nich wózków 4ANhd i 4ANhd/2, konstrukcyjnie zbliżonych do wózków 4ANc (stosowane powszechnie w wagonach standardu Y produkcji polskiej), ale wyposażonych w hamulce tarczowe (4ANc mają hamulce klockowe). Ostatecznie wózki 4ANhd i 4ANhd/2 nie zostały zatwierdzone do produkcji i wagony 134Aa otrzymały wózki 4ANc (bez prądnicy) i 4ANc/9 (z prądnicą) wyprodukowane przez ZNTK Opole. Ze względu na posiadanie wózków 4ANc wagony 134Aa nie otrzymały dopuszczenia do ruchu po torach Zachodniej Europy, a jedynie po torach krajów ówczesnego bloku wschodniego.
Podczas przygotowań do produkcji wagonów 134Ab, 136A i 139A planowano zastosowanie wózków GP-200 produkcji wschodnioniemieckiej i czechosłowackiej, jednakże ze względu na zmianę sytuacji politycznej okazało się możliwe zamówienie wózków MD523 produkcji zachodnioniemieckiej. Wózki te produkowane były w zakładach ABB Henschel w Siegen i umożliwiały jazdę z prędkością 160 km/h. Posiadały one koła monoblokowe z hamulcami tarczowymi, a w trakcie eksploatacji zostały jeszcze doposażone w hamulce szynowe. Wózki te montowano potem również w pozostałych wagonach standardu Z2 produkowanych w zakładach Cegielskiego.

### Modernizacje

#### 134Ab

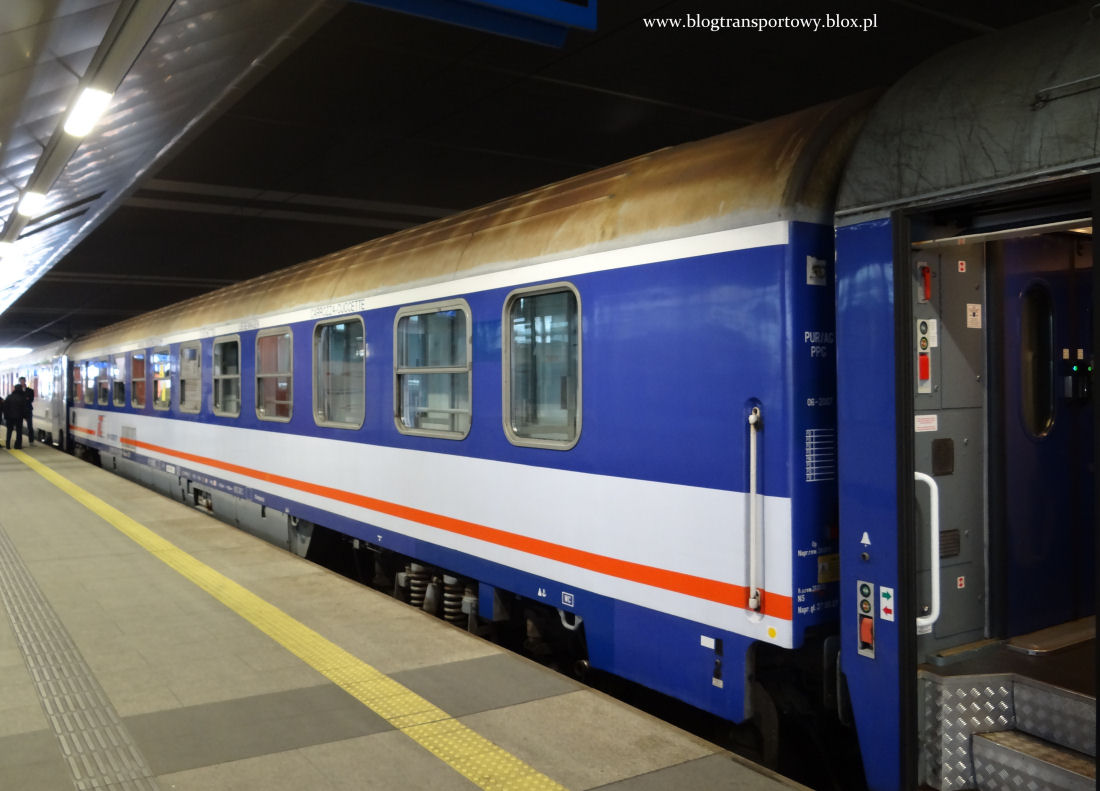
134Ab po modernizacji

W pierwszej połowie 2007 roku w zakładach Newag w Nowym Sączu przeprowadzono modernizację 10 (z wyprodukowanych 12) wagonów 134Ab. Podczas tej modernizacji zmieniono zarówno wnętrze, jak i wygląd wagonów. Wagony otrzymały klimatyzację i WC w systemie zamkniętym, zlikwidowano jedną parę drzwi wejściowych. Podczas tej naprawy usunięto również tradycyjne zewnętrzne uchwyty na tablice kierunkowe i tablice z numerami wagonów, zamiast nich zamontowano specjalne zamykane kieszenie z szybą. Wagony otrzymały również barwy PKP Intercity.
W ramach modernizacji 150 wagonów do obsługi ciągu Przemyśl – Szczecin konsorcjum złożone z Pesy i ZNTK „Mińsk Mazowiecki” zmodernizował pozostałe 2 wagony 134Ab. Umowę podpisano 14 sierpnia 2013. Zakres remontu był zbliżony do tego wykonanego przez Newag.

#### 134Ac

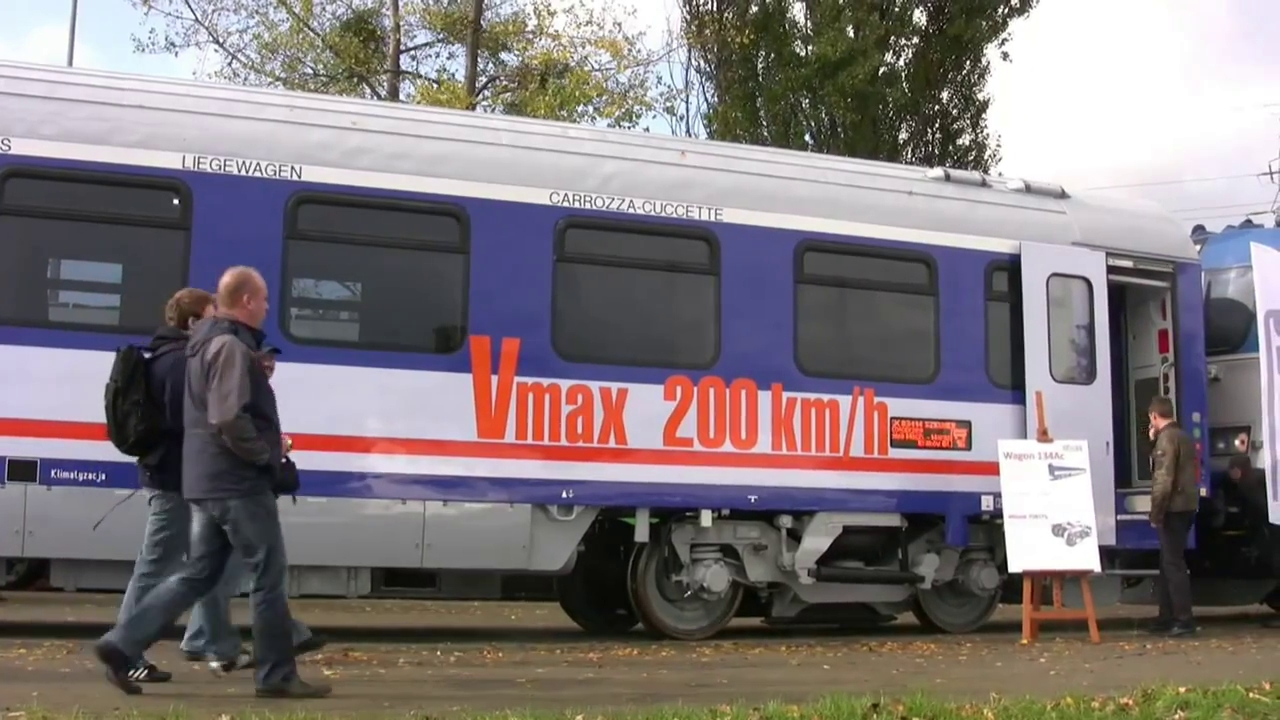
Wagon 134Ac podczas Trako 2011

W 2011 w Newagu zmodernizowaną jedną z 2 kuszetek 134Aa do typu 134Ac. W ramach modernizacji kuszetka otrzymała nowe wózki – 70RSTb (wyprodukowane przez Newag), klimatyzację, WC w systemie zamkniętym i elektroniczne wyświetlacze zewnętrzne. Kuszetka została dopuszczona do eksploatacji z prędkością 200 km/h.
5 stycznia 2016 PKP IC ogłosiło przetarg na modernizację drugiego wagonu 134Aa. Podobnie jak w przypadku modernizacji wcześniejszej modernizacji wagonu 134Aa, i w tym wypadku wagon ma zostać dostosowany do prędkości 200 km/h i otrzymać m.in. klimatyzację, WC w systemie zamkniętym i elektroniczne wyświetlacze zewnętrzne. W przetargu nie złożono żadnej oferty. W lipcu 2016 PKP IC ogłosiło przetarg ponownie, w którym również nie zgłoszono żadnej oferty. W kolejnym przetargu, który miał miejsce w 2018 roku, również nie było żadnej oferty.

#### 136A / 171A

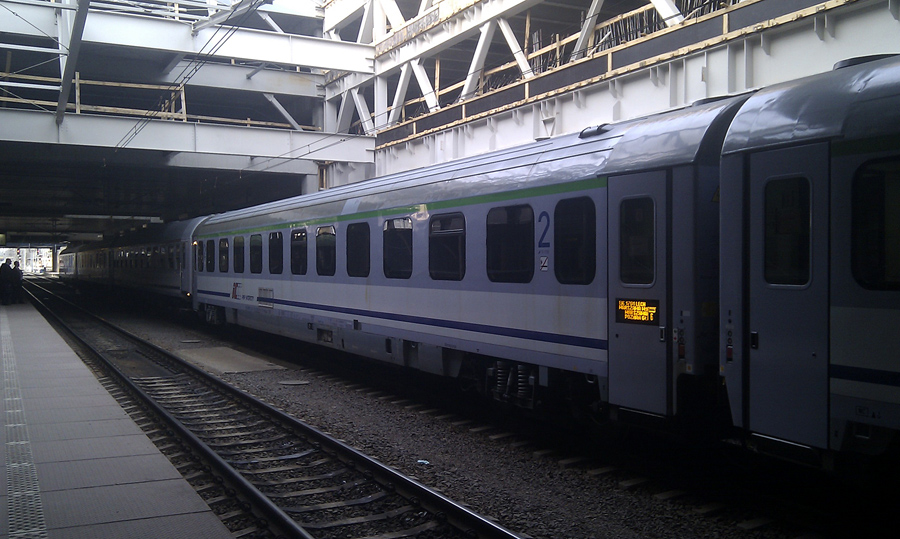
Zmodernizowany 136A

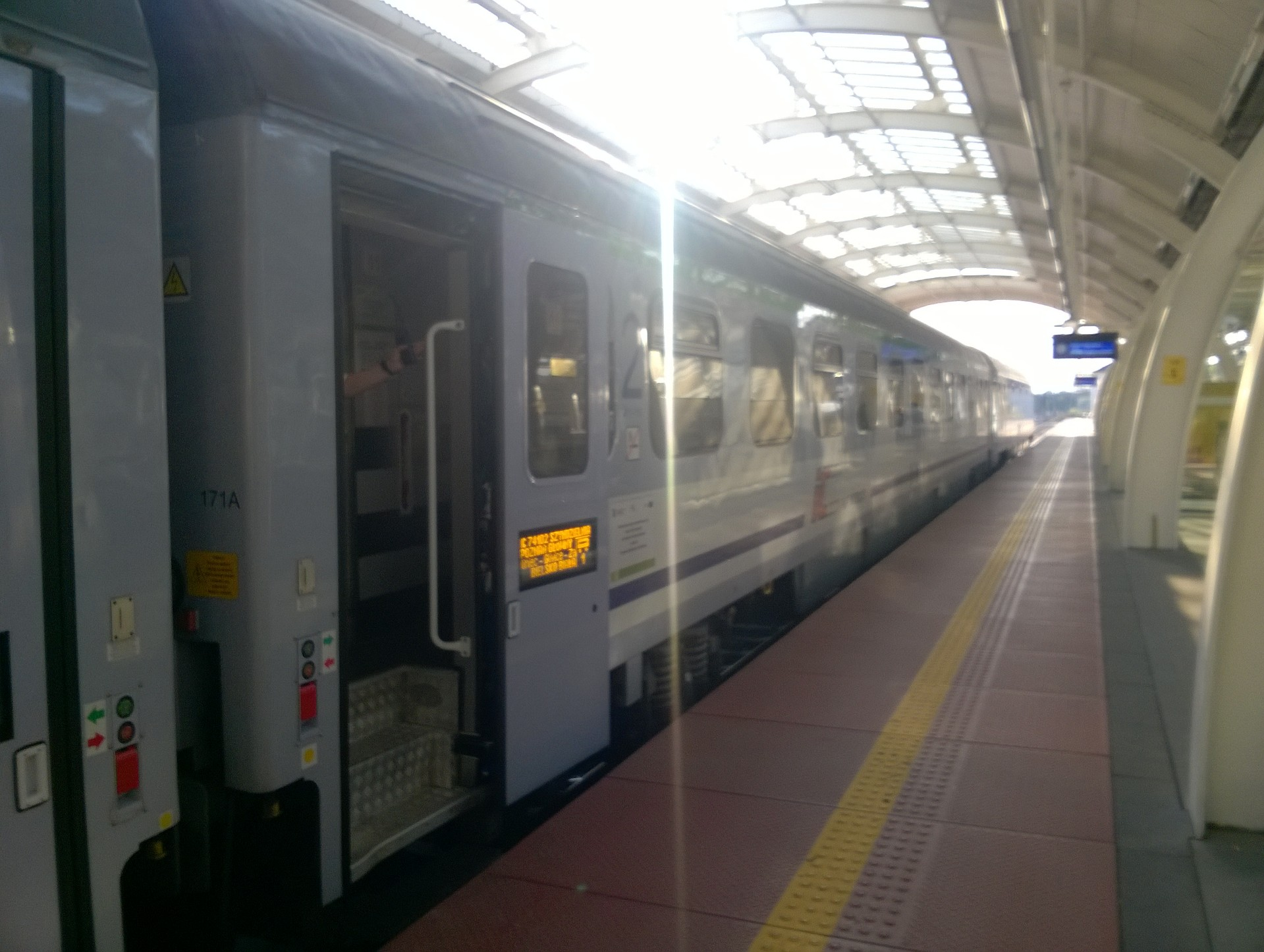
171A

W 2005 i 2006 roku w zakładach Cegielskiego podczas napraw rewizyjnych zmodernizowano 24 wagony 136A. W ramach tych modernizacji wagony otrzymały klimatyzację, zmodernizowano ich wnętrze (otrzymały m.in. WC w systemie zamkniętym i gniazdka elektryczne w przedziałach) oraz układ biegowy (instalacja hamulca szynowego). Zakres modernizacji pierwszych 10 wagonów (podtyp IC1) był nieznacznie mniejszy niż kolejnych 14 (podtyp IC2), które otrzymały wklejane okna zamiast w aluminiowych ramach oraz nowe drzwi czołowe, jednakże nadal otwierane klamkami.
Pomiędzy październikiem 2007 a październikiem 2008 podczas napraw głównych zmodernizowano kolejnych 13 wagonów 136A (podtypu IC3 i IC4). Zakres tych modernizacji względem podtypu IC2 rozszerzono o nowe drzwi czołowe otwierane przyciskami, osłony urządzeń między wózkami oraz elektroniczne wyświetlacze na zewnątrz i wewnątrz wagonu. W tym samym okresie podczas napraw głównych 7 wagonów 136A podtypu IC1 i 12 podtypu IC2 dokonano ich dalszej modernizacji, dzięki której wagony te otrzymały nowe drzwi czołowe otwierane przyciskami (tylko wagony podtypu IC1), osłony urządzeń między wózkami oraz elektroniczne wyświetlacze na zewnątrz i wewnątrz wagonu. Modernizacje te oznaczono odpowiednio jako IC5 i IC6.
Ostatecznie na koniec 2008 roku, po zakończeniu modernizacji wagonów 136A przez HCP, na stanie PKP IC było 5 wagonów po małej modernizacji (IC1 i IC2) i 32 po dużej modernizacji (IC3-IC6), kolejne 4 wagony 136A kilka lat wcześniej przerobiono na wagony sypialne typu 306Ab (patrz niżej), a 3 wagony nie zostały zmodernizowane.
W ramach modernizacji 150 wagonów do obsługi ciągu Przemyśl – Szczecin konsorcjum złożone z Pesy i ZNTK „Mińsk Mazowiecki” zmodernizowało 8 wagonów 136A. Umowę podpisano 14 sierpnia 2013. Zakres remontu objął m.in. montaż klimatyzacji, nowych kabin WC w systemie zamkniętym, nowych drzwi czołowych otwieranych przyciskami, gniazdek elektrycznych przy każdym siedzeniu, elektronicznych wyświetlaczy zewnętrznych i wewnętrznych, przedziałowych paneli sterowania z wyświetlaczem elektronicznym, urządzeń wzmacniających sygnał telefonii komórkowej oraz osłon urządzeń między wózkami. Po modernizacji wagony zostały oznaczone jako typ 171A.

#### 139A

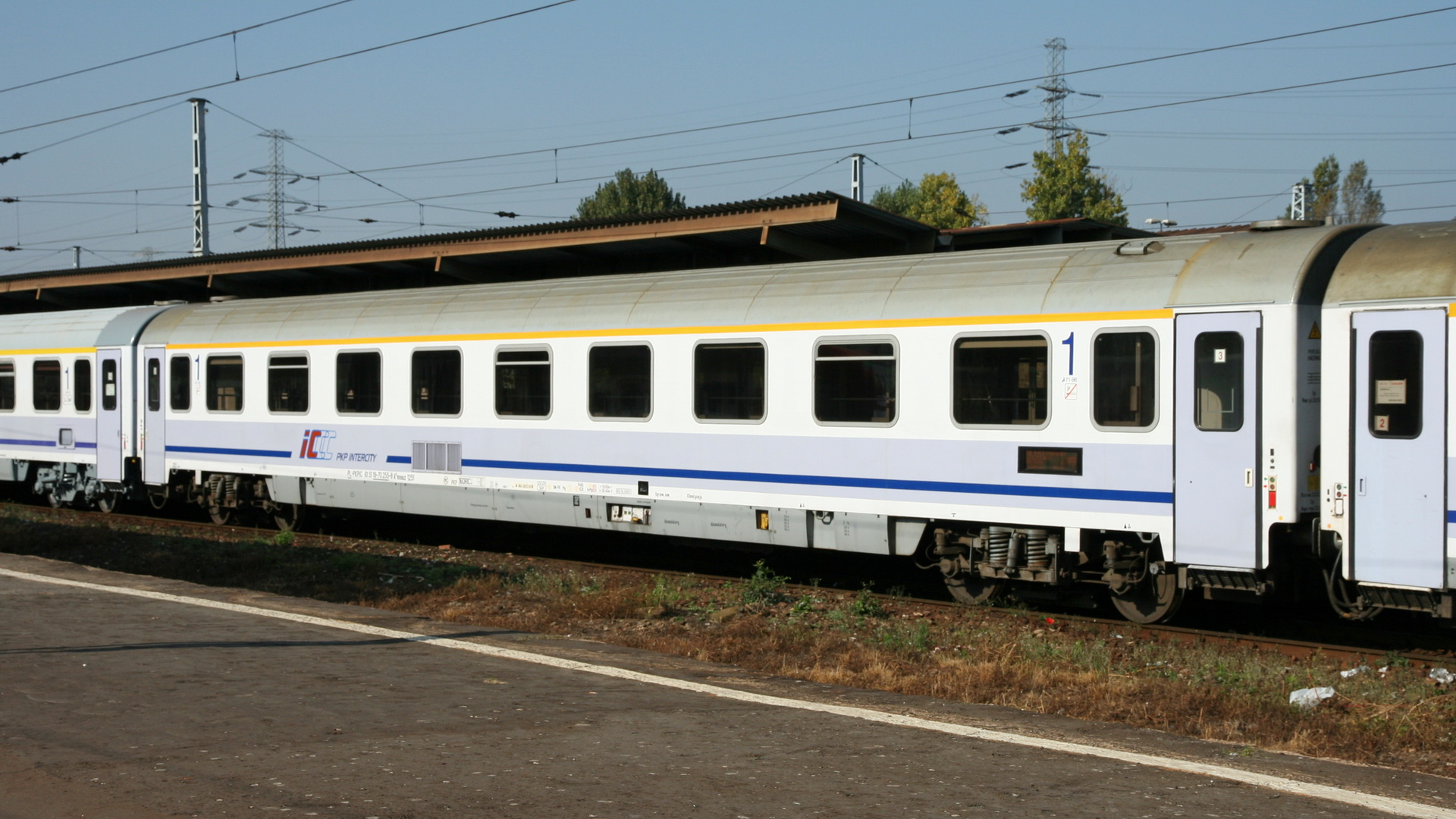
Zmodernizowany 139A

Pomiędzy marcem 2005 a czerwcem 2006 w spółce Tabor Szynowy w Opolu podczas napraw rewizyjnych zmodernizowano 12 wagonów 139A. Wagony te podczas modernizacji otrzymały klimatyzację, nieotwierane okna w ramach aluminiowych, toalety w systemie zamkniętym oraz nowe barwy PKP IC. Pomiędzy listopadem 2006 a majem 2007 w Opolu zmodernizowano kolejne 3 wagony, w których zakres modernizacji rozszerzono o nowe wnętrze, gniazdka elektryczne w przedziałach, nowe drzwi czołowe otwierane przyciskiem, a zamiast okien w ramach zamontowano okna wklejane.
W latach 2007–2008 podczas napraw głównych zmodernizowano wszystkie 17 wagonów 139A (15 z nich zmodernizowano po raz drugi). Wszystkie wagony otrzymały osłony urządzeń między wózkami oraz elektroniczne wyświetlacze zewnętrzne i wewnętrzne. Dodatkowo 14 wagonów, które nie miały wcześniej modernizowanych wnętrz przedziałów, otrzymały nowe wnętrza przedziałów z gniazdkami elektrycznymi, a 2 wagony, które nie miały klimatyzacji, zostały w nią doposażone.

#### 144A

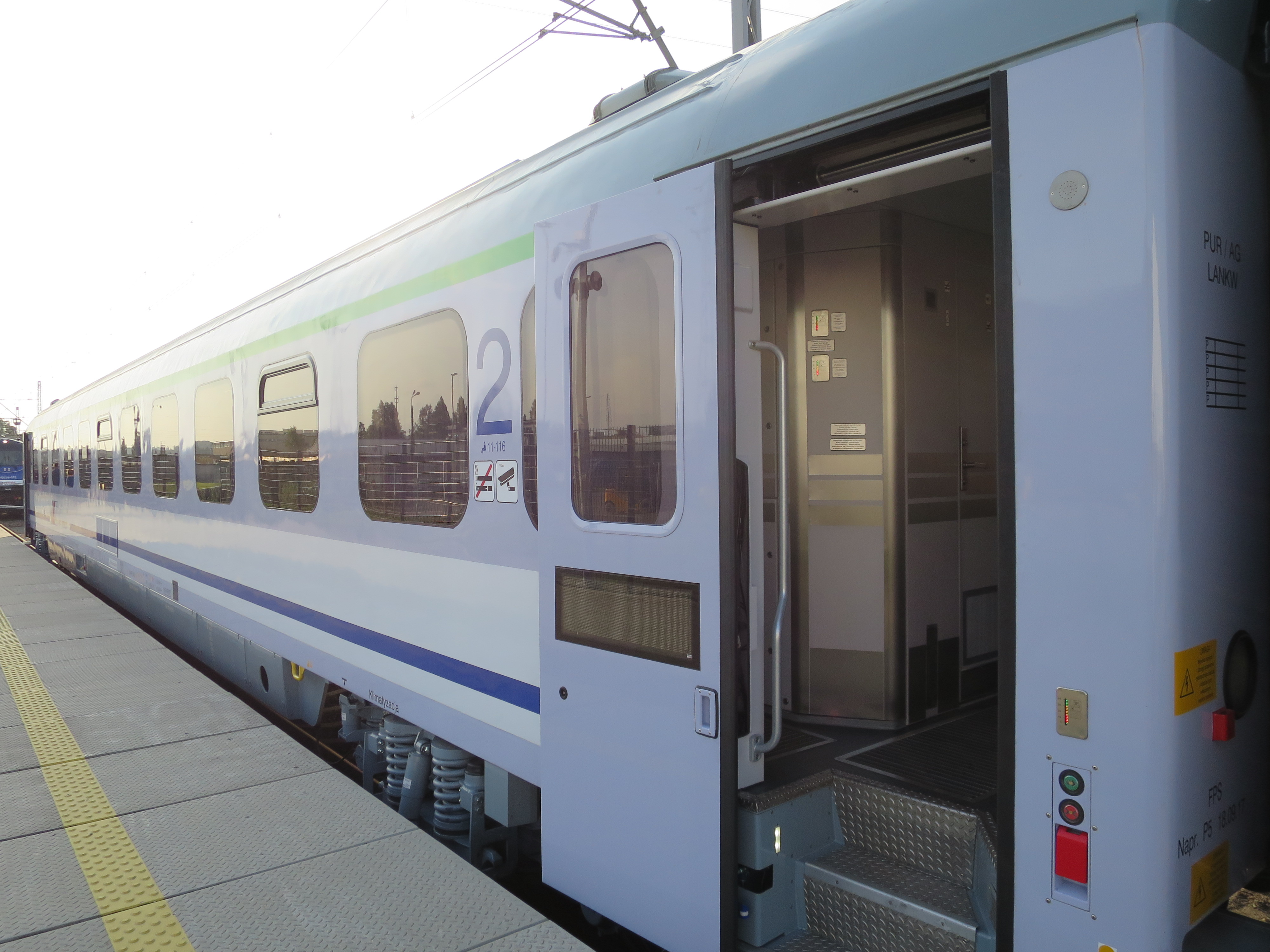
Zmodernizowany wagon typu 144A

30 grudnia 2016 PKP IC podpisało z Fabryką Pojazdów Szynowych umowę na modernizację 22 wagonów 144A. W ramach modernizacji zaplanowano m.in. montaż WC w systemie zamkniętym oraz gniazdek elektrycznych. We wrześniu 2017 FPS przekazał pierwsze 4 gotowe wagony, a ostatnie w grudniu.

#### 306Ab
W 2003 roku w zakładach Pojazdy Szynowe Pesa Bydgoszcz w Bydgoszczy powstały 4 wagony sypialne 306Ab, do budowy których wykorzystano 4 wagony 2. klasy typu 136A. Wagony te zostały wyposażone w system SUW 2000 umożliwiający jazdę po torach 1435 oraz 1520 mm bez konieczności zmiany wózków.

#### 406A

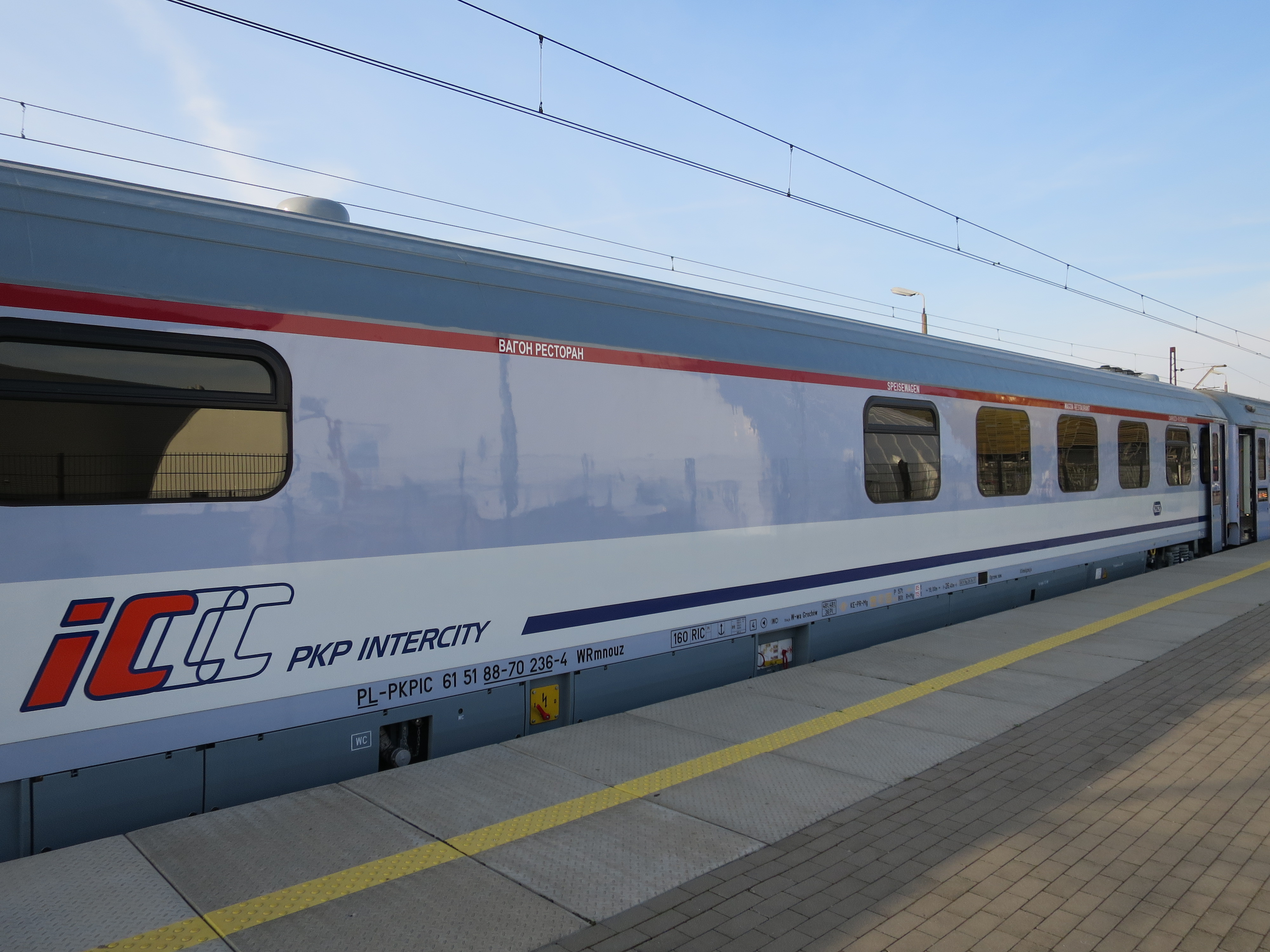
Wagon restauracyjny 406A

5 stycznia 2015 PKP IC ogłosiło przetarg na modernizację 2 wagonów 144A i 8 wagonów 145A, w ramach której wagony mają zostać przerobione na wagony gastronomiczne. W wagonach ma znaleźć się 36 miejsc (6 stolików 4 osobowych oraz 6 stolików 2 osobowych) oraz przedział socjalny dla pracowników z leżankami dla 3 osób i kabiną WC w systemie zamkniętym dostępną tylko dla załogi. Jedyną ofertę złożyła Pesa i 9 czerwca podpisano z nią umowę na wykonanie tej modernizacji. Wagony po modernizacji mają otrzymać typ 406A, który otrzymały również inne wagony zmodernizowane wcześniej na wagony restauracyjne.
W 2018 PKP IC ogłosiło przetarg na przebudowę 10 wagonów 145Ab na wagony restauracyjne. Jedyną ofertą w przetargu złożyła FPS i to właśnie z FPS 15 lutego 2019 podpisano umowę. W zmodernizowanych wagonach znalazło się m.in. 12 stolików z 36 miejscami siedzącymi, klimatyzacja, wi-fi i wzmacniacze sygnału telefonii komórkowej, a wagony otrzymały typ 406A-40. Modernizację zakończono w listopadzie 2020.

## Eksploatacja
| Państwo | Przewoźnik    | Typ     | Seria      | Lata eksploatacji | Liczba (pierwotna) |               |
| ------- | ------------- | ------- | ---------- | ----------------- | ------------------ | ------------- |
| Polska  | PKP Intercity | 134Aa   | Bcdmnu     | 1989-?            | 0 (2)              | [ 1 ]         |
| Polska  | PKP Intercity | 134Ab   | Bc10mnouz  | od 1991           | 12                 | [ 2 ]         |
| Polska  | PKP Intercity | 134Ac   | Bc10mnouz  | od 2012           | 1                  | [ 18 ] [ 12 ] |
| Polska  | PKP Intercity | 136A    | B11mnouz   | od 1992           | 40 (44)            | [ 3 ] [ 25 ]  |
| Polska  | PKP Intercity | 139A    | A9mnouz    | od 1993           | 17                 | [ 29 ]        |
| Polska  | PKP Intercity | 144A    | B11mnouz   | od 1994           | 23                 | [ 5 ]         |
| Polska  | PKP Intercity | 144Aa   | B10bmnouz  | od 1995           | 2                  | [ 5 ]         |
| Polska  | PKP Intercity | 145A    | A9mnouz    | od 1994           | 8                  | [ 6 ]         |
| Polska  | PKP Intercity | 145Ab   | A9emnouz   | od 1996           | 0 (10)             | [ 7 ] [ 42 ]  |
| Polska  | PKP Intercity | 306Ab   | WLABbmnouz | od 2003           | 4                  | [ 3 ]         |
| Polska  | PKP Intercity | 406A-40 |            | od 2020           | 10                 | [ 42 ]        |

1. ↑  Wagony nigdy nie otrzymały serii zgodnej z aktualnym standardem
2. ↑  Wagon powstał w wyniku modernizacji wagonu 134Aa wykonanej przez Newag
3. ↑  4 wagony zmodernizowane do typu 306Ab
4. ↑  Wagony zmodernizowane do typu 406A-40
5. ↑  Wagony powstały w wyniku modernizacji wagonów 136A wykonanej przez Pesę
6. ↑  Wagony powstały w wyniku modernizacji wagonów 145Ab wykonanej przez FPS

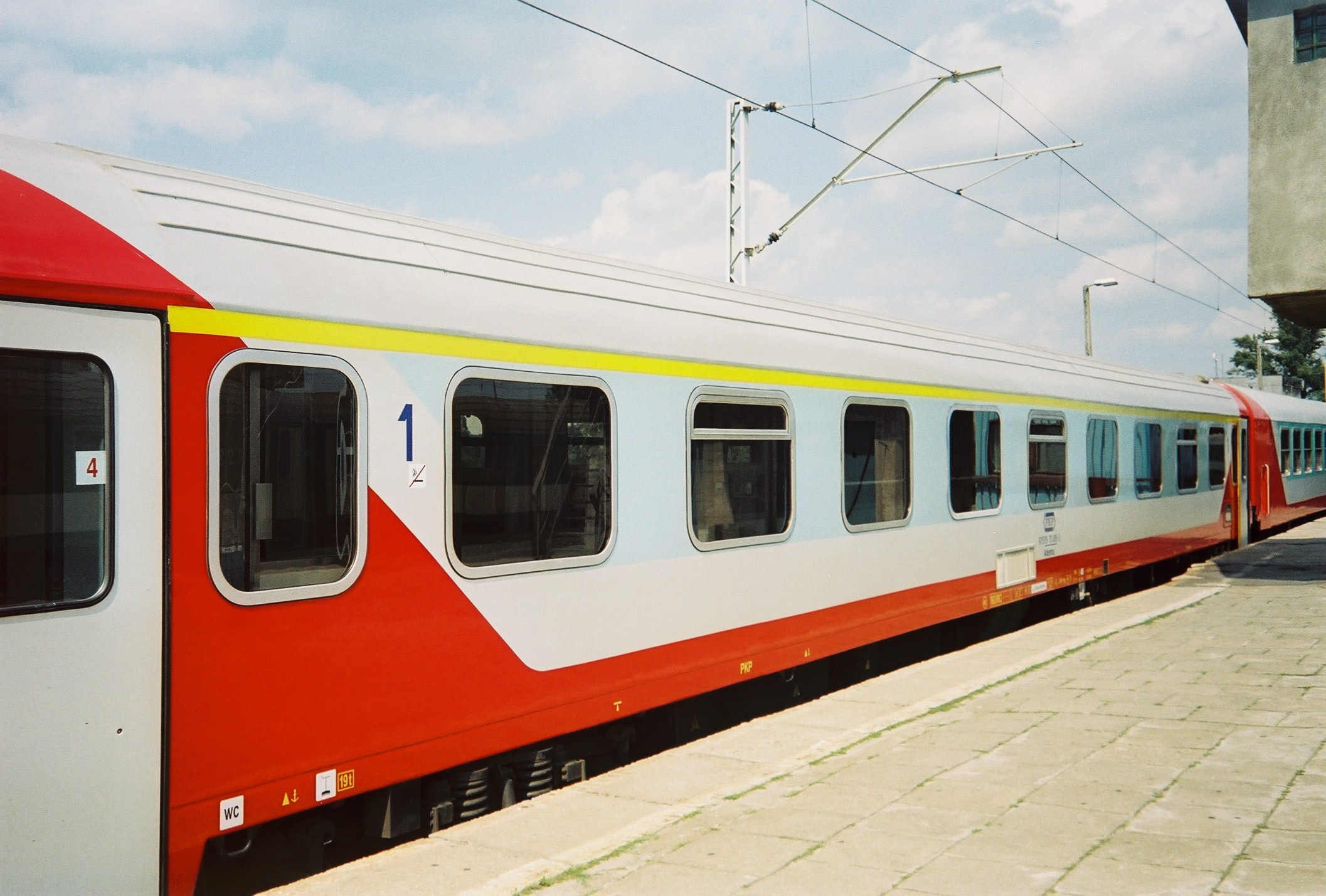
145Ab w malowaniu PKP

Wszystkie wagony zostały zakupione przez PKP, jednakże w 2001 roku powstało PKP Intercity, które przejęło obsługę połączeń InterCity i EuroCity wraz z wagonami stosowanymi dotychczas w tych połączeniach.

### Kuszetki
Na przełomie 1988 i 1989 roku na stan stacji postojowej Warszawa Grochów zostały przypisane 2 kuszetki 134Aa, które od listopada 1989 do grudnia 1990 były testowane przez Centrum Naukowo-Techniczne Kolejnictwa. Wagony te nie otrzymały dopuszczenia do eksploatacji w krajach zachodnich, a jedynie w Polsce i krajach Bloku wschodniego. Na początku lat 90. jednakże Österreichische Bundesbahnen dopuściły wagony 134Aa do obsługi nocnego pociągu Chopin łączącego Warszawę z Wiedniem.
Pod koniec 1991 PKP otrzymało 2 pierwsze kuszetki 134Ab, a kolejnych 10 pod koniec 1992 roku. Wszystkie wagony przydzielono do Grochowa i przeznaczono głównie do obsługi komunikacji międzynarodowej. Na samym początku zastąpiły wagony 134Aa obsługujące Chopina, które to wagony przeniesiono do obsługi ruchu krajowego. W późniejszym okresie wagony 134Ab obsługiwały również Jana Kiepurę łączącego Warszawę z Kolonią i Frankfurtem nad Menem, a później z Brukselą, Batorego łączącego Warszawę z Budapesztem oraz pociągi do Pragi i Berlina.

### Wagony osobowe
Pod koniec 1991 PKP otrzymało 2 pierwsze dwójki 136A i 2 jedynki 139A. Dostawy tych wagonów zakończono na początku 1994 roku, dostarczono łącznie 44 dwójki i 17 jedynek. Wagony początkowo zostały przydzielone do Grochowa, jednakże w późniejszym okresie część wagonów stacjonowała w Krakowie i Lublinie. Wagony skierowano do obsługi połączeń kategorii InterCity, jak również w mniejszym zakresie EuroCity.
W 1994 i 1995 roku PKP otrzymały 23 dwójki 144A, 2 dwójki 144Aa i 8 jedynek 145A. Wszystkie wagony przypisano do Grochowa i skierowano do obsługi połączeń InterCity i EuroCity. We wrześniu 1995 roku jeden z wagonów 145A uczestniczył w wykolejeniu pociągu IC Sawa pod Psarami.

### Wagony z przedziałami biznesowymi
W 1996 roku PKP otrzymało 10 wagonów z przedziałami klasy biznes, które zostały przypisane do Grochowa. Wagony, pomimo możliwości kursowania w ruchu międzynarodowym, zostały skierowane jedynie do obsługi połączeń Intercity. Powodem tego była nietypowa liczba miejsc w wagonach klasy biznes.

### Wagony sypialne
W 2003 roku na potrzeby połączenia nocnego Kraków – Kijów przebudowano 4 dwójki 136A na wagony sypialne.